# Helge Jensen (officer)
 Der er flere personer med dette navn, se Helge Jensen.
Helge Jens Constantin Jensen (12. maj 1896 i København – 2. december 1961) var en dansk officer og femkæmper.
Han var søn af direktør William Jensen (død 1939) og hustru Olga født Larsen, blev premierløjtnant 1918, forrettede tjeneste i den franske hær 1922-23, gennemgik Hærens Officersskoles generalstabsklasse 1928-30, blev kaptajn 1932 og var i Pyrenæerne som stabschef i Commission de non Intervention en Espagne 1937-39. Efter overfaldet på den danske hær og flåde 1943 meldte han sig til Den Danske Brigade i Sverige, hvor han indgik fra 1. maj 1944, blev bataljonschef for 1. bataljon og kom tilbage til Danmark ved Befrielsen.
Efter krigen blev han oberstløjtnant 1945, oberst i fodfolket samme år, chef for fodfolkspioner-kommandoet 1945 og for 7. regiment 1949.
Helge Jensen deltog som femkæmper i OL 1924 og 1928. Han blev skandinavisk mester på sabel 1925 og danmarksmester på sabel og kårde fler gange, sidst 1936.
Han var Kommandør af Dannebrogordenen, Dannebrogsmand og bar Hæderstegnet for god tjeneste ved Hæren.
Jensen blev gift 18. november 1935 med My Skov (23. september 1903 i Odense - ?), datter af stabssergent Cristen Skov (død 1924) og hustru Anne Catrine født Jensen (død 1928).